# Rita Ayasta de Díaz
Rita Elena Ayasta de Díaz (Chiclayo, 1953),  es una asistenta social y política peruana. Fue congresista de la República por Lambayeque para el periodo 2020-2021. 

## Biografía
Rita Elena Ayasta Giles nació en Monsefú, provincia de Chiclayo, el 29 de mayo de  1953, hija de Desiderio Ayasta Mimbela y Bertha Lila Giles Flores. Cursó sus estudios primarios en su ciudad natal y los secundarios en la ciudad de Chiclayo. Entre 1980 y 1984 cursó estudios superiores de Servicio Social en la Escuela de Servicio Social en Lima.

## Vida política

### Alcaldesa de Monsefú
Fue candidata en las elecciones municipales del 2002 a la alcaldía del distrito de Monsefú por el Partido de Reconstrucción Democrática obteniendo la elección con el 32.308% de los votos. Fue reelegida para ese cargo en las elecciones municipales del 2010. Por su parte, en las elecciones municipales del 2006, 2014 y 2018 no fue elegida. Las dos últimas veces postuló como candidata del partido fujimorista Fuerza Popular.

### Congresista
También como candidata de Fuerza Popular, participó en las elecciones parlamentarias extraordinarias del 2020 obteniendo la representación por el departamento de Lambayeque.
Ayasta se mostró a favor de la vacancia del presidente Martín Vizcarra durante los dos procesos que se dieron para ello, el segundo de los cuales terminó sacando al expresidente del poder. La congresista apoyó la moción siendo una de los 105 parlamentarios que votó a favor de la vacancia del presidente Martín Vizcarra.